# 夏黄公

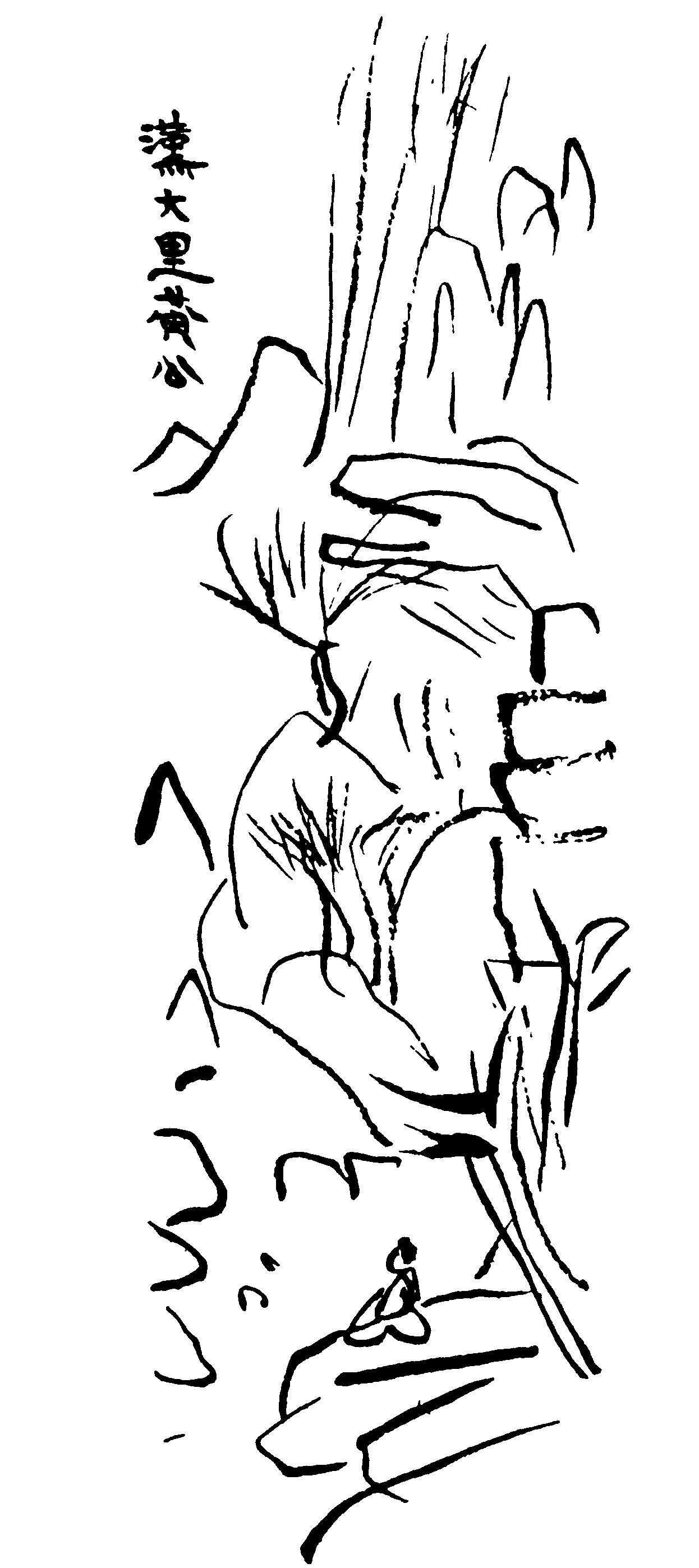
清代畫家虞琴描繪的夏黃公（出自《四明人鑑》）

夏黄公（？—？），據說本名為崔广，字少通，齐国人，因隐居夏里修道而得名。秦汉之际隐士，与隐士绮里季，东园公，甪里并称为“商山四皓”。
秦末天下大乱，四位老隱士为躲避战乱而隐居商山。漢朝初年，夏黄公曾辅佐太子劉盈，漢高祖非常驚訝。

## 其他
唐朝的博陵崔氏，常自称是夏黄公的后裔。

## 命名
- 宁波鄞州区古林镇，古林原来叫做作黄公林，以纪念商山四皓之一的夏黄公。
- 宁波奉化区黄贤森林公园
- 浙江奉化黄贤森村

## 遗迹
- 黄公林庙，距今已有千余年的历史。

## 延伸閱讀
[在维基数据编辑]
 《四明人鑑·漢大里黃公》，出自《四明人鑑》